# Heidenheim
Heidenheim es un municipio situado en el distrito de Weißenburg-Gunzenhausen, en el estado federado de Baviera (Alemania), con una población a finales de 2016 de unos 2595 habitantes.
Se encuentra ubicado al oeste del estado, en la región de Franconia Media, cerca del río Altmühl —un afluente izquierdo del Danubio— y de la frontera con el estado de Baden-Wurtemberg.

## Deportes
El club de fútbol local, 1. FC Heidenheim 1846, forma parte de la máxima categoría del fútbol de Alemania, la Bundesliga. El Voith-Arena es el estadio donde juega de local.